# Леки крайцери тип „Атланта“
Атланта (на английски: Atlanta) са тип леки крайцери на ВМС на САЩ от времето на Втората световна война. Всичко от проекта за флота са построени 11 единици, разделени в три групи кораби: „Атланта“ (на английски: USS Atlanta (CL-51)), „Джуно“ (на английски: USS Juneau (CL-52)), „Сан Диего“ (на английски: USS San Diego (CL-53)), „Сан Хуан“ (на английски: USS San Juan (CL-54)), „Оукланд“ (на английски: USS Oakland (CL-95)), „Рино“ (на английски: USS Reno (CL-96)), „Флинт“ (на английски: USS Flint (CL-97)), „Тусон“ (на английски: USS Tucson (CL-98)), „Джуно“ (на английски: USS Juneau (CL-119)), „Спокан“ (на английски: USS Spokane (CL-120)) и „Фресно“ (на английски: USS Fresno (CL-121)). Явяват се американският отговор на ограниченията наложени от Втория Лондонски договор от 1936 г.

## История на създаването
Вторият Лондонски договор ограничава водоизместимостта на крайцерите до 8000 тона, а калибърът на оръдията до 6′′. Първоначално в САЩ искат да създадат крайцер в рамките на тези ограничения (8000 t и със 152 mm артилерия).
При проектирането към края на 1937 г. става ясно, че при водоизместимост от 8000 тона няма да се удовлетворят изискванията към новия крайцер, въоръжен със 152 mm артилерия, за това е решено да се прекрати проектирането на крайцери с 6" оръдия. Всички усилия на проектантите са насочени към крайцер със 127 mm артилерия. Чертежът на корпуса напомня „Бруклин“. Тези кораби, по принцип, не са планирани като крайцери за ПВО, а са предназначени за борба с японските разрушители. Наличието само на 2 ПУАЗО също не позволява да се води ефективен огън по голям брой въздушни цели. Този проект е аналог на малките крайцери тип „Капитани Романи“ или тип „Аретуза“. Решението е погрешно: ВМС на САЩ не страдат от дефицит на 127 mm/38 универсални зенитки (с аналогични оръдия се въоръжават стотици разрушители), а в същото време за по-далекобойна артилерия има дефицит. Освен слабостите във въоръжението, „Атланта“ страда и от ниска защитеност – оказват влияние малките размери и прекалено локалното брониране.

## Конструкция
Стандартната водоизместимост на крайцерите от 1-ва серия съставлява 6593 дълги тона, пълната – 8340 (проектна – 6000 и 8100 дълги тона съответно). Нормалната проектна водоизместимост съставлява 7400 д.тона.
Стандартната водоизместимост на крайцерите от 3-тата серии съставлява 6706 д.тона, пълната – 8676 (проектна – 6500 и 8450 д.тона съответно).

### Въоръжение
Това е американският вариант за малък крайцер-лидер на разрушителите. Бюрото по въоръженията не успява да разработи до 1944 г., нито надеждно универсално 135 mm оръдие, нито надеждно универсално 127 mm/54 оръдие, нито надеждно универсално 152 mm/47 оръдие, а за това американците трябва да се задоволят с това, което имат, т.е. 127 mm/38. Макар 127-mm/54 оръдие да не е направено до края на войната, работата по него не отива на вятъра. То става основа за следвоенните френско и американско универсални оръдия.

### Брониране
Броневия пояс е с дебелина 95 mm и прикрива машинните отделения (около 1/5 от дължината по водолинията). Палубата над машинните отделения има дебелина 32 mm. Двойното дъно се издига нагоре и се стикова с нея, 95 mm напречни траверси затварят пояса. Кулите и работните отделения се защитават от 25…32 mm броня. Два тесни локални подводни пояса в носа и кърмата прикриват погребите. Бойната рубка има защита от 65 mm броня. Като цяло теглото на бронята съставлява 585,5 тона или 8,9% от стандартната водоизместимост.

### Енергетична установка
Енергетичната установка е с обща мощност 75 000 к.с., котлите имат следните параметри на парата (налягане – 45,85 kg/cm² (665 psi), температура – 454,4°С (850 °F)), тя трябва да подсигури ход 32,5 възела. Силовата установка е от ешелонен типа, двувинтова. Парата за двете турбини се изработва от четири парни котела.
Контактната скорост съставлява 32,5 възела при при водоизместимост 7400 д. тона.
„Атланта“ на изпитанията развива ход от 33,67 възела при мощност 78 985 к.с. и водоизместимост 7404 тона (нормална). На изпитанията Juneau развива ход 32,48 възела (60 km/h) при мощност 78 749 к.с. и водоизместимост 7415 тона. При пълна водоизместимост (8450 д. тона) Juneau развива ход 31,65 възела (58,6 km/h) при мощност 78 058 к.с.
Пълният запас гориво съставлява 1445 д. тона мазут и 83 t дизелово гориво, нормалният – 943 д. тона и 46 t. Реалната далечина на плаване съставлява 7530 мили на ход 15 възела и 5630 на ход 20 възела.
На 1-вата и 2-рата серии има четири турбогенератора с мощност по 400 кW и дизел-генератор с мощност 250 kW. На 3-тата серия поставят четири турбогенератора с мощност по 400 kW и два дизел-генератора, които имат мощност по 250 kW. Скоростта на всички крайцери по време на тяхната служба не надвишава 31 възела.

## История на службата

### 1-ва група
„Атланта“ – заложен на 22 април 1940 г., спуснат на 6 септември 1941 г., влиза в строй на 24 декември 1941 г.
„Джуно“ – заложен на 27 май 1940 г., спуснат на 25 октомври 1941 г., влиза в строй на 14 февруари 1942 г.
„Сан Диего“ – заложен на 27 март 1940 г., спуснат на 26 юли 1941 г., влиза в строй на 10 януари 1942 г.
„Сан Хуан“ – заложен на 15 май 1940 г., спуснат на 6 септември 1941 г., влиза в строй на 28 февруари 1942 г.

### 2-ра група
„Оукланд“ – заложен на 13 юли 1941 г., спуснат на 23 октомври 1942 г., влиза в строй на 17 юли 1943 г.
„Рино“ – заложен на 1 август 1941 г., спуснат на 23 декември 1942 г., влиза в строй на 28 декември 1943 г.
„Флинт“ – заложен на 23 октомври 1942 г., спуснат на 25 януари 1944 г., влиза в строй на 31 август 1944 г.
„Туксон“ – заложен на 23 декември 1942 г., спуснат на 3 септември 1944 г., влиза в строй на 3 февруари 1945 г.

### 3-та група
„Джуно II“ – заложен на 15 септември 1944 г., спуснат на 15 юли 1945 г., влиза в строй на 15 февруари 1946 г.
„Спокан“ – заложен на 15 ноември 1944 г., спуснат на 22 септември 1945 г., влиза в строй на 17 май 1946 г.
„Фресно“ – заложен на 12 февруари 1945 г., спуснат на 5 март 1946, г. влиза в строй на 27 ноември 1946 г.

## Оценка на проекта
Като цяло проектът се получава не много успешен – като крайцери „Атлантите“ не имат дефицит от огнева мощ и брониране (във всеки случай, он оказва по-слаб от своя английски лондонски аналог – „Колониите“), като кораби за ПВО – системи за управление на зенитния огън. За взаимодействие с разрушителите започвайки от типа „Флечър“ им е необходима максимална скорост не по-малка от 34 възела, за което е необходима мощност не по-ниска от 85 000 к.с.. И тук не става въпрос за крайцерите: във всеки друг флот „Атлантите“ щяха да са си на точното място, но американските разрушители типове „Флечър“ и „Гиринг“ са прекалено добри и не се нуждаят от такива помощници. Първите две серии не са много подходящи за защита на съединенията от въздуха, само 3-тата серия крайцери, имаща шест зенитни директора, са пълноценни крайцери за ПВО, но в строй те влизат вече след войната.

## Коментари
1. ↑  Всички данни се привеждат към момента на влизане в строй
2. ↑  Буквите показват принадлежността към определен класː ВВ – линкор, СС, CL, СА – съответно линеен, лек или тежък крайцер, CV – самолетоносач, DD – разрушител, SS – подводница и т.н.